# Loren Gold

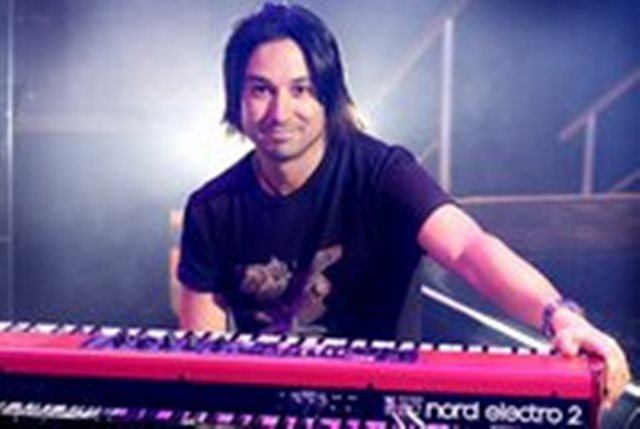
21 settembre 2011

Loren Gold (Palo Alto, XX secolo) è un tastierista, cantante, direttore artistico e compositore statunitense; oltre che tastierista è cantante dei The Who e dei Chicago. Inoltre, dal 2009 è tastierista e corista nei tour di Roger Daltrey. Suona anche con Rita Wilson e dal 2009 è regolarmente in tour con Don Felder. Tra gli altri artisti con cui ha collaborato figurano Kenny Loggins, Natalie Maines e il vincitore di American Idol Taylor Hicks. È stato direttore musicale per le pop star Selena Gomez, Demi Lovato e Hilary Duff e continua a creare e sviluppare band per altri artisti. Ha pubblicato due libri didattici in collaborazione con Alfred Music e le sue composizioni originali sono state trasmesse su HBO e Showtime.

## Esperienza professionale

### Direttore musicale
Gold ha partecipato al tour autunnale del 2003 come tastierista di Hilary Duff, continuando a ricoprire il ruolo di direttore musicale fino al 2007. Nell'inverno dello stesso anno Gold ha collaborato con il cantautore canadese James Renald alla stesura del primo singolo del vincitore di American Idol Taylor Hicks, intitolato “The Runaround”. Le esibizioni televisive e nazionali di “The Runaround” hanno avuto inizio nel dicembre 2006. Gold è diventato direttore musicale e tastierista di Taylor, con cui ha fatto numerose tournée nel 2007. Nel 2008 Gold ha accompagnato Mandy Moore in Australia e nelle Filippine per promuovere il suo album Wild Hope. Nell'inverno 2008/2009 ha continuato a suonare le tastiere con la produzione NBC America's Got Talent e ABC Dancing with the Stars.
Nel 2008-2009 Gold è diventato direttore musicale e consulente di diversi artisti pop, tra cui Demi Lovato, Jordan Pruitt, Jordin Sparks e Selena Gomez. Durante la primavera del 2008 Gold ha iniziato a esibirsi con Don Felder degli Eagles, seguito poco dopo come tastierista e cantante per Kenny Loggins. Una composizione originale di Gold/Renald, intitolata “Pretend”, è stata utilizzata nel film della Walden Media del 2009 Bandslam e inserita nella colonna sonora, disponibile su Hollywood Records.

### Roger Daltrey
Nel 2009 Gold è diventato tastierista e cantante del Use It or Lose It Tour di Roger Daltrey. La band di Daltrey, No Plan B, ha anche aperto diversi concerti di Eric Clapton nel corso del 2010. Durante il concerto del 12 ottobre 2009 a Seattle, il cantante dei Pearl Jam Eddie Vedder si è unito alla band sul palco per eseguire “Better Man” dei Pearl Jam e “The Real Me” e “Bargain” dei The Who.
Nel dicembre 2010 Gold è stato invitato a essere il direttore musicale del concerto di beneficenza degli Y&T a Santa Clara. Gold si è esibito con diversi ospiti, tra cui Geoff Tate dei Queensrÿche, Don Dokken dei Dokken e Vinny Appice dei Dio e dei Black Sabbath.
Nel 2011 ci sono state esibizioni di Tommy dei The Who e dei successi dei The Who, tra cui un'esibizione per il Teenage Cancer Trust alla Royal Albert Hall con Pete Townshend. Il 28 marzo 2012, la band è stata affiancata sul palco da Steve Winwood, Ronnie Wood, Paul Weller, Kelly Jones e Michael Miley per un'altra esibizione alla Royal Albert Hall a favore del Teenage Cancer Trust. Il tour mondiale di Tommy è proseguito nel 2011-2012 in Nord America, Europa e Giappone.

### The Who

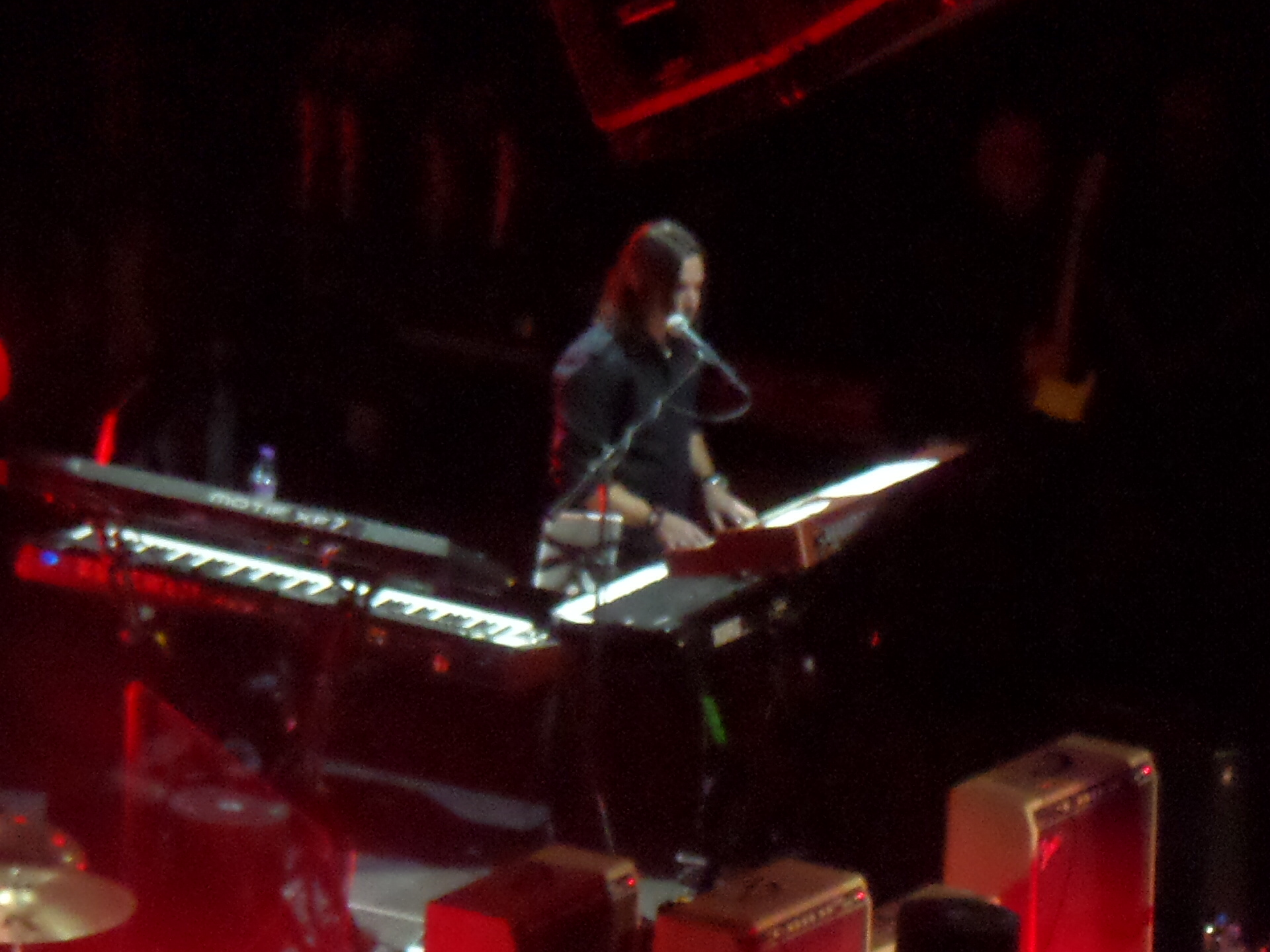
Gold si esibisce dal vivo con The Who alla Manchester Arena nel 2014

Nel luglio 2012 i Who hanno annunciato Gold come tastierista e corista per il loro tour 2012-2013, durante il quale hanno suonato l'intero album Quadrophenia. Il tour è proseguito nell'estate del 2013 con concerti in tutta Europa, concludendosi con un'esibizione alla Wembley Arena di Londra. Tra le due tappe del tour, Gold si è esibito al 12-12-12: The Concert for Sandy Relief, un concerto di beneficenza che si è tenuto il 12 dicembre 2012 al Madison Square Garden di New York City. Oltre ai Who, tra gli artisti che si sono esibiti c'erano Paul McCartney, i Rolling Stones, Billy Joel, Bruce Springsteen e Roger Waters. È stato l'evento musicale dal vivo più seguito della storia, accessibile a quasi due miliardi di persone in tutto il mondo tramite televisione, radio e Internet.
Prima di unirsi al gruppo, Gold ha lavorato con i Who per la loro esibizione durante l'intervallo del Super Bowl 2010, aiutando a modificare e organizzare gli arrangiamenti.

Tra un'esibizione e l'altra con Roger Daltrey e i Who, Gold ha viaggiato in Giappone e si è esibito con il veterano Tsuyoshi Nagabuchi. Il tour, intitolato “Arena Tour 2014 All Time Best”, ha celebrato una carriera che dura da oltre 30 anni. Le esibizioni hanno incluso il leggendario Nippon Budokan di Tokyo e l'arena di Yokohama. Dopo il tour è stato pubblicato un DVD live. Nel 2015 è stato aggiunto un concerto finale sul Monte Fuji, con 100.000 persone presenti.

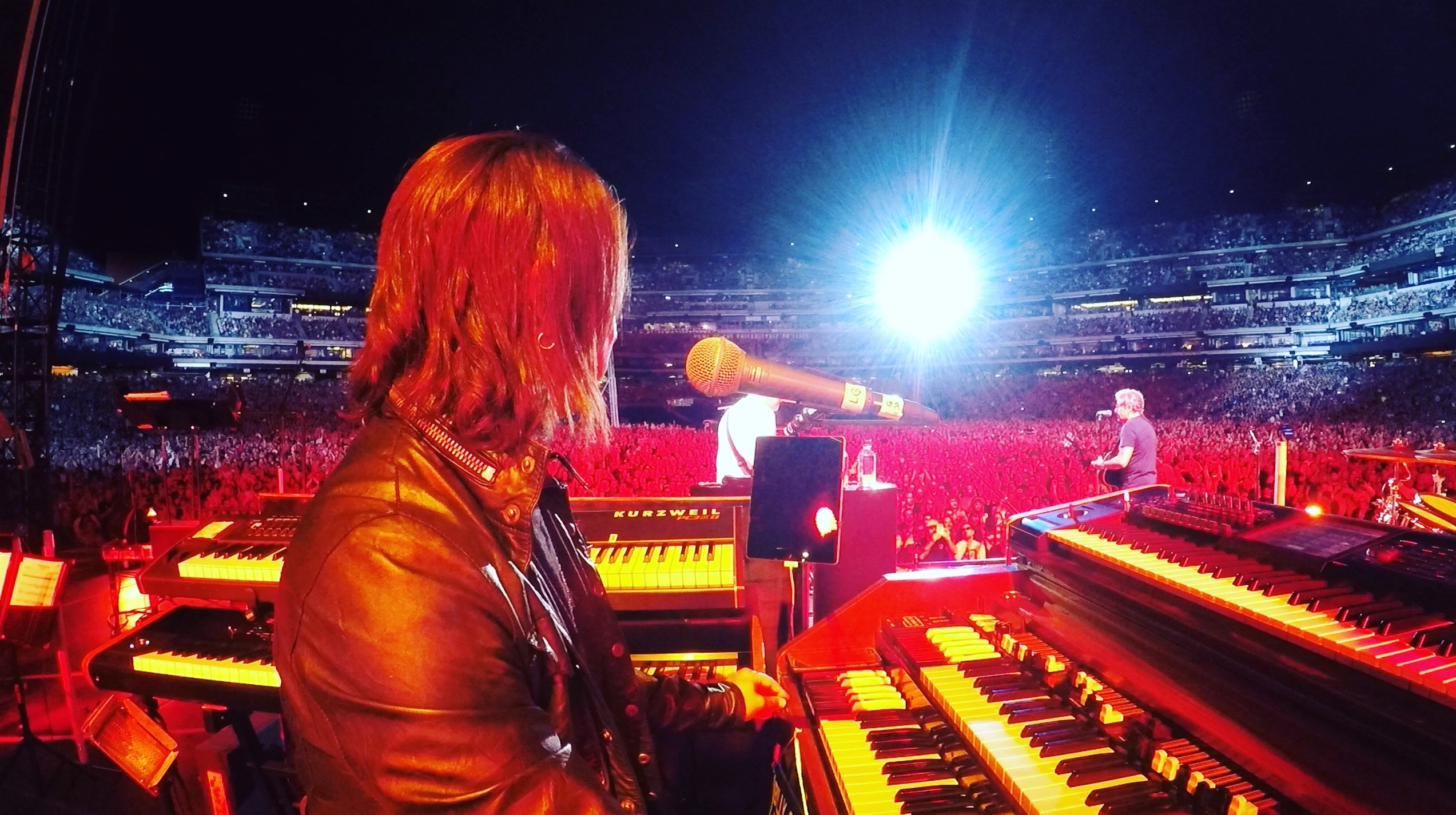
Oro con Pete Townshend e Roger Daltrey sullo sfondo, 2019

Nel 2014 i Who hanno annunciato il tour mondiale The Who Hits 50!, per celebrare il 50° anniversario della band. Il tour è iniziato con un concerto dopo il Gran Premio di Abu Dhabi. Poco prima, l'11 novembre, i Who si sono esibiti allo Shepherd's Bush Empire di Londra nell'ambito della serata tributo Who Hits 50! a favore del Teenage Cancer Trust. Gold ha suonato e cantato come corista insieme al resto dei Who. Tra gli artisti che hanno partecipato all'evento c'erano Wilko Johnson, Ricky Wilson dei Kaiser Chiefs, Geddy Lee dei Rush, Joe Elliott dei Def Leppard, The Strypes, Tom Odell, Amy Macdonald, Andy Burrows e Rizzle Kicks. Ricky Wilson è stato affiancato da Phil Daniels, protagonista del film del 1979 Quadrophenia, per “Bell Boy”, originariamente pubblicato nel 1973. Il tour del 2015 ha incluso grandi concerti all'aperto a Hyde Park e Glastonbury, con oltre 200.000 spettatori.
Durante una pausa del tour mondiale dei Who del 2014-2015, Gold si è esibito al concerto di beneficenza annuale ARF Stars to the Rescue nel gennaio 2015, guidato dal manager di baseball della Hall of Fame Tony LaRussa. Nel 2013, Gold si è anche esibito con diversi membri dei Santana e Bruce Hornsby all'evento di beneficenza annuale. Sono seguiti altri spettacoli ARF, tra cui esibizioni con Huey Lewis and the News e Trace Adkins.
Nel maggio 2015 Gold si è esibito con la band dei Who in tour alla MusiCares Foundation di New York, rendendo omaggio a Pete Townshend dei Who e al suo manager, Bill Curbishley, con una formazione stellare che includeva Bruce Springsteen, Joan Jett, Billy Idol, Willie Nile e il cantante dei Who Roger Daltrey.
Gold è apparso come “Stadium Ace” nel numero di aprile 2016 della rivista Keyboard.

### Chicago
All'inizio di agosto 2021 Gold è entrato a far parte dei Chicago come sostituto in tour, quando gli è stato chiesto di sostituire il loro tastierista/cantante di lunga data Lou Pardini, che sarebbe stato assente per gran parte di agosto e settembre fino al suo ritorno. Nel febbraio 2022 Gold è diventato membro ufficiale della band dopo che Pardini ha annunciato alla fine di gennaio che avrebbe lasciato il gruppo dopo 13 anni.
Gold ha anche registrato e/o lavorato con Natalie Maines, Eddie Vedder, Melissa Etheridge, Rita Wilson, Tate McRae, Eric McCormack, Nick Lachey, Gladys Knight, Dan Aykroyd, Andrew Gold, Kara DioGuardi, Andrew Dice Clay e altri.

## Riconoscimenti
- American Idol Season Five (Gold Record Award)
- Taylor Hicks (Gold Record Award)
- Demi Lovato (Gold Record Award)
- Selena Gomez (Gold and Platinum Awards)
- Hilary Duff (Multi-Platinum Awards)

## Apparizioni

### Album dal vivo
- The Who With Orchestra: Live at Wembley

- Quadrophenia Live in London

- The Who Tommy Live at Albert Hall

- The Who Live In Hyde Park

- The Who 2017 Tommy & More

- Tsuyoshi Nagabuchi, All Night Live

- Tsuyoshi Nagabuchi, FUJI SANREI ALL NIGHT LIVE 2015

### Film
- The Imitation Game

- Bandslam

- The Girl Can Rock

- Learning to Fly

### Televisione
- Melrose Place

- Beverly Hills, 90210

- The Tonight Show

- The Oprah Winfrey Show

- Late Show with David Letterman

- The Ellen DeGeneres Show

- Today

- Good Morning America

- Jimmy Kimmel Live!

- The Early Show

- Dr. Phil

- Carson Daly

- American Music Awards

- Billboard Music Awards

- The Talk
- American Idol

## Lavori
Nel 2015 Gold ha pubblicato il suo primo libro didattico per Alfred Music. Intitolato Sitting In: Blues Piano, contiene basi musicali e lezioni di improvvisazione, oltre a progressioni negli stili essenziali del blues, come boogie woogie, shuffle, gospel, blues-rock, swing blues e altri. Le registrazioni audio contengono assoli di esempio, mentre il libro fornisce consigli incentrati su scale, modi, pattern di accompagnamento e altre idee per sviluppare un vocabolario blues autentico. Le registrazioni vedono la partecipazione di una band dal vivo con pianoforte, chitarra, basso, armonica e batteria.
Un secondo libro pubblicato nel 2016, intitolato Sitting In: Rock Piano, segue un formato simile a quello del libro sul blues.
Gold compone anche musica che rientra nel genere strumentale. Tra i suoi lavori più importanti figurano: Keys, All Around Me